# Ісар
Ісар (ісп. Isar) — муніципалітет в Іспанії, у складі автономної спільноти Кастилія-і-Леон, у провінції Бургос. Населення — 385 осіб (2010).
Муніципалітет розташований на відстані близько 220 км на північ від Мадрида, 20 км на захід від Бургоса.
На території муніципалітету розташовані такі населені пункти: (дані про населення за 2010 рік)
- Каньїсар-де-Арганьйо: 125 осіб
- Ісар: 93 особи
- Паласіос-де-Бенавер: 110 осіб
- Вільйорехо: 57 осіб

## Демографія
Динаміка населення (INE ):